# Stipa filiculmis
Stipa filiculmis är en gräsart som beskrevs av Alire Raffeneau Delile. Stipa filiculmis ingår i släktet fjädergrässläktet, och familjen gräs. Inga underarter finns listade i Catalogue of Life.